# ASICS
ASICS (アシックス Ashikkusu) (được cách điệu là asics) là một công ty đa quốc gia về thiết bị thể thao của Nhật Bản, chuyên sản xuất giày dép và thiết bị thể thao được thiết kế cho một loạt các môn thể thao, thường nằm trong khoảng giá cao hơn trung bình. Tên gọi của công ty là một từ viết tắt của cụm từ Latin anima sana in corpore sano có ý nghĩa là "một tâm hồn khoẻ mạnh trong một thân thể khoẻ mạnh". Trong những năm gần đây, các mẫu giày chạy của họ thường được xếp hạng trong số các loại nhãn hiệu giày dép hàng đầu trên thị trường.

## Lịch sử

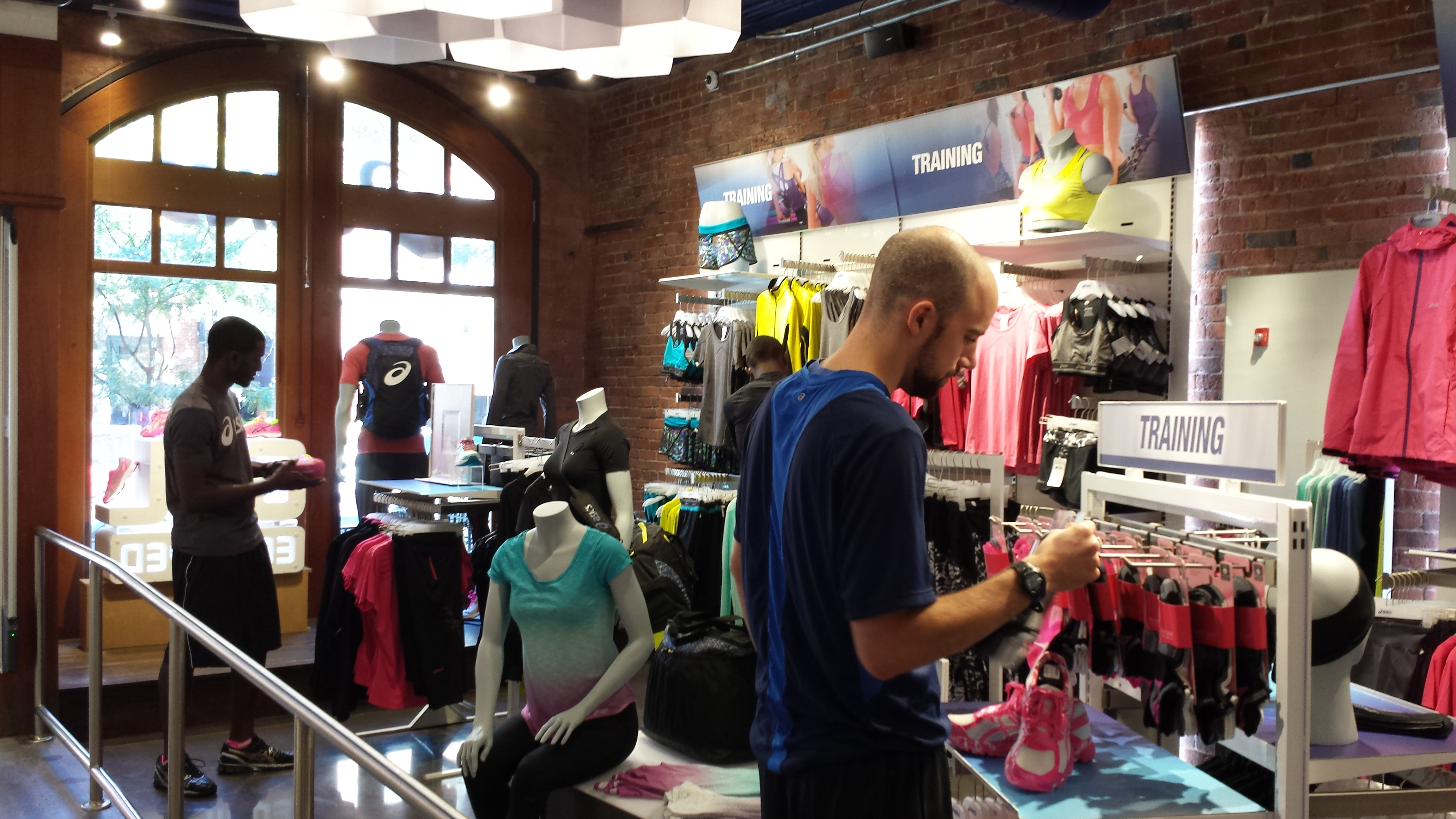
Bên trong cửa hàng của ASICS ở đường Newbury, ở khu Back Bay của Boston

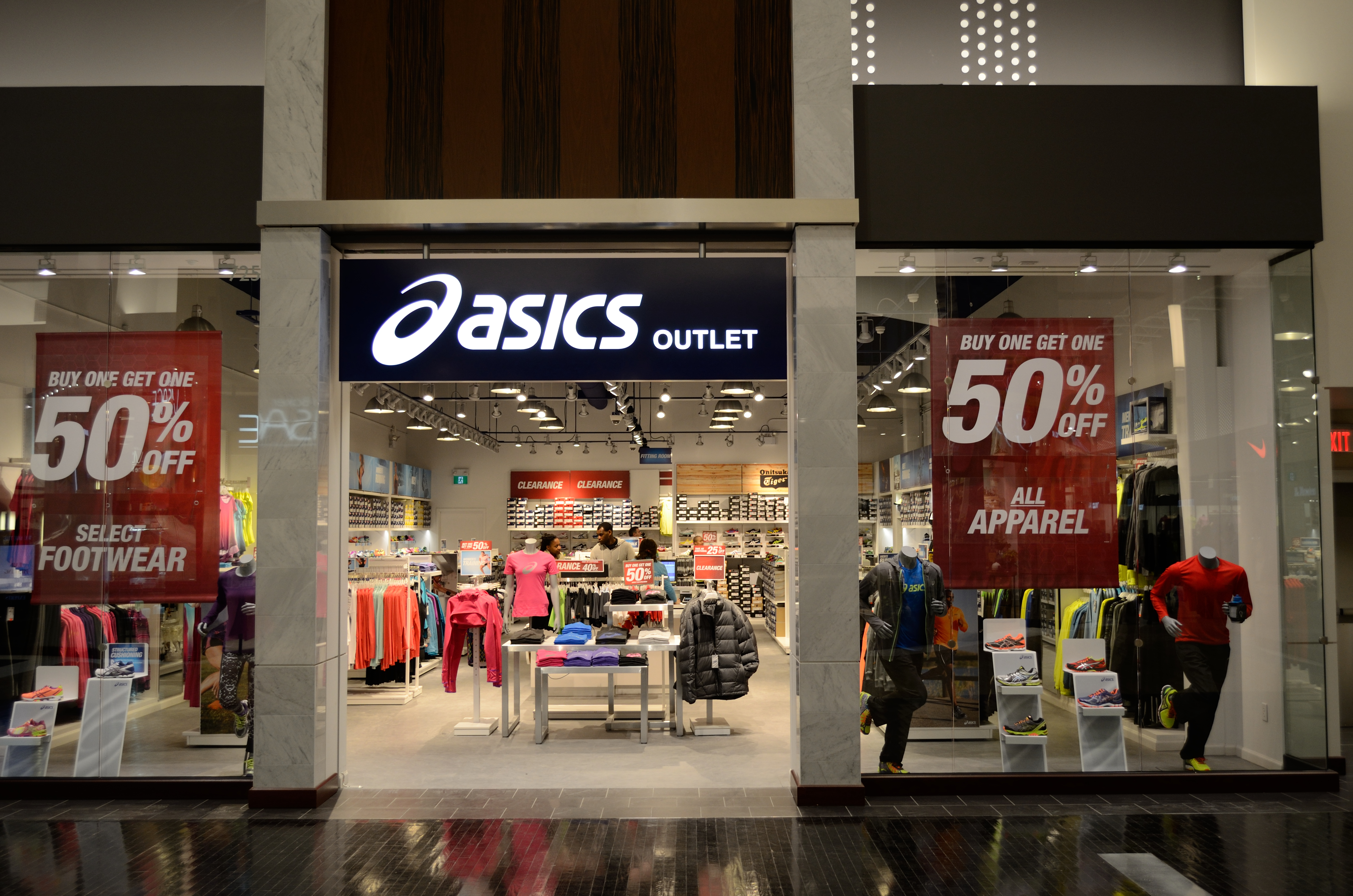
ASICS ở Vaughan Mills

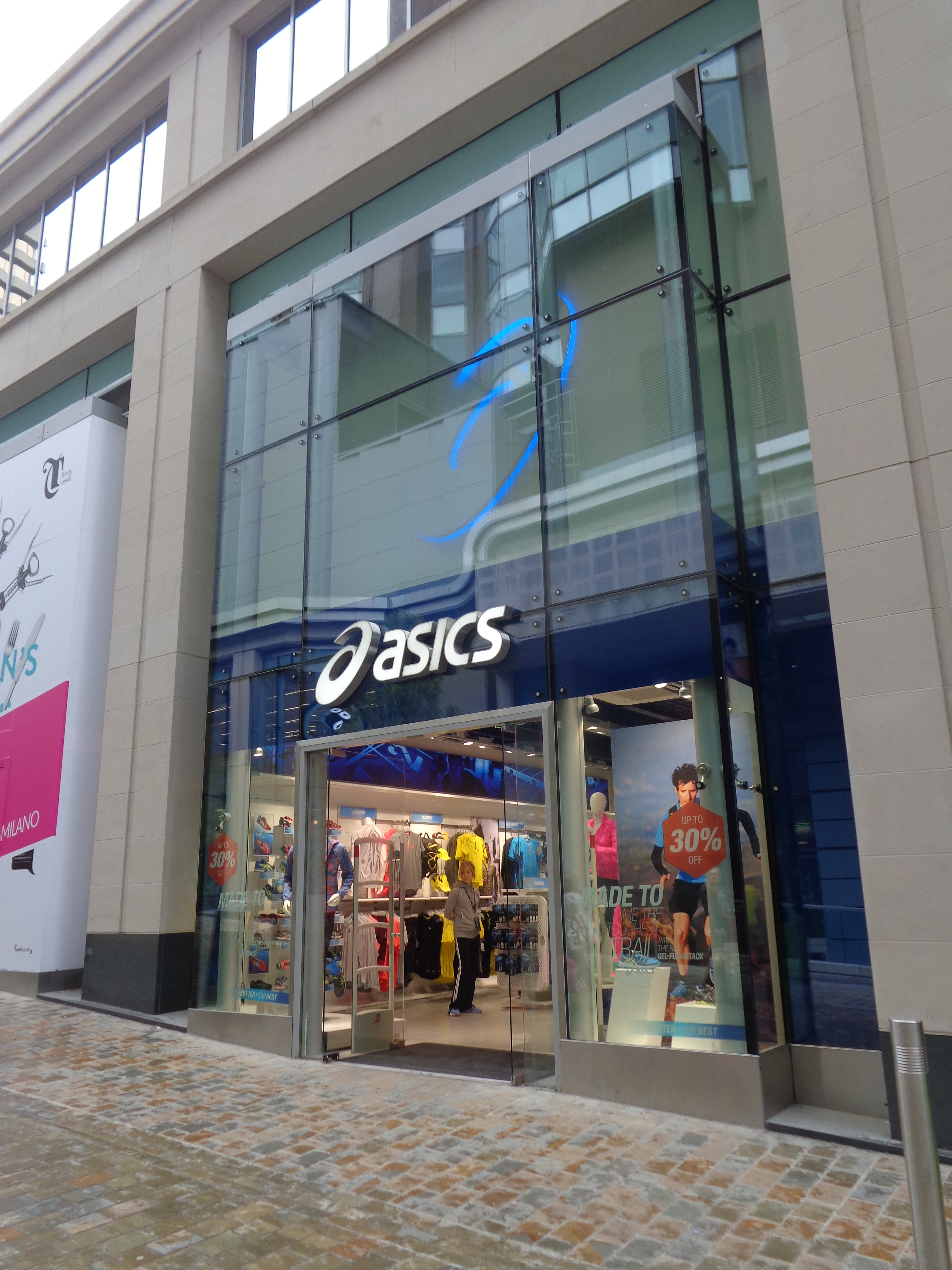
Một cửa hàng ASICS ở đường Albion, Leeds

ASICS Ltd. bắt đầu với tên gọi Onitsuka Co., Ltd vào ngày 1 tháng 9 năm 1949. Người sáng lập của nó, Onitsuka Kihachiro, bắt đầu sản xuất giày chơi bóng rổ ở quê nhà của ông tại Kobe, Hyōgo, Nhật Bản. Ngay sau khi các hoạt động thể thao bắt đầu mở rộng sang một loạt các phong cách Olympic được sử dụng trong suốt các thập niên 50, 60 và 70, Onitsuka bắt đầu trở nên đặc biệt nổi tiếng với thiết kế giày cho thế vận hội Mexico 66, trong đó có các sọc đan chéo nhau một cách đặc biệt, mà hiện tại là đặc trưng với thương hiệu của công ty, được kết hợp lần đầu tiên. Năm 1977, Onitsuka Tiger sáp nhật với GTO và JELENK để thành lập ASICS Corporation. Mặc dù có sự thay đổi tên, một dòng giày mang phong cách cổ điển của ASICS vẫn được sản xuất và bán trên phạm vi quốc tế với nhãn hiệu Onitsuka Tiger.
Trong năm tài chính 2006 của mình, ASICS đạt doanh thu thuần 171 tỷ yen và 13 tỷ yen thu nhập ròng. Sáu mươi sáu phần trăm thu nhập của công ty đến từ việc bán giày thể thao, 24% từ quần áo thể thao, và 10% từ thiết bị thể thao. Bốn mươi chín phần trăm doanh thu của công ty ở Nhật, 28% ở Bắc Mỹ, và 19% ở châu Âu.
Ngày 12 tháng 7 năm 2010, ASICS mua lại thương hiệu thời trang outdoor Haglöfs với số tiền SEK1,000,000,000 (128.7 triệu đô la Mỹ).
Ngày 4 tháng 10 năm 2011, thông tin công bố rằng ASICS sẽ là nhà tài trợ mới trang phục chính thức cho Đội tuyển cricket Úc, thay thế cho nhà sản xuất của Đức là Adidas.

## Tên gọi
Tên gọi ASICS là một từ viết tắt của cụm từ Latin anima sana in corpore sano, nghĩa là "tâm hồn khoẻ mạnh trong một thân thể khoẻ mạnh" (a sound mind in a sound body) mà xuất phát từ câu cách ngôn của Juvenal mens sana in corpore sano hoặc câu nói của Thales "Νοῦς ὑγιὴς ἐν σώματι ὑγιεῖ".

## Mối quan hệ với Nike
Nike, Inc., ban đầu được biết đến như BRS, được thành lập với mục đích bán giày của Onitsuka Tiger tại Mỹ. Khi Phil Knight viếng thăm Nhật Bản năm 1963 ngay trước khi tốt nghiệp Đại học Stanford, ông đã bị ấn tượng với những đôi giày Onitsuka Tiger với chất lượng cao nhưng có giá cả hợp lý. Ông ngay lập tức ghé thăm văn phòng của Onitsuka Tiger và yêu cầu được là nhà phân phối bán lẻ của họ tại Mỹ. Khi Knight thành lập Nike, ông đã săn đón các kỹ sư từ Onitsuka và tạo ra những đôi giày Nike đầu tiên tại công ty Asahi Corporation ở Fukuoka, Nhật Bản.

## Hình ảnh

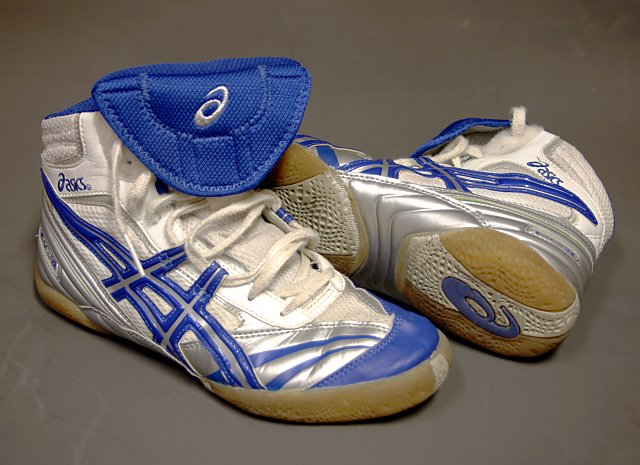
Một đôi giày đấu vật của ASICS, mang tên Split Second V
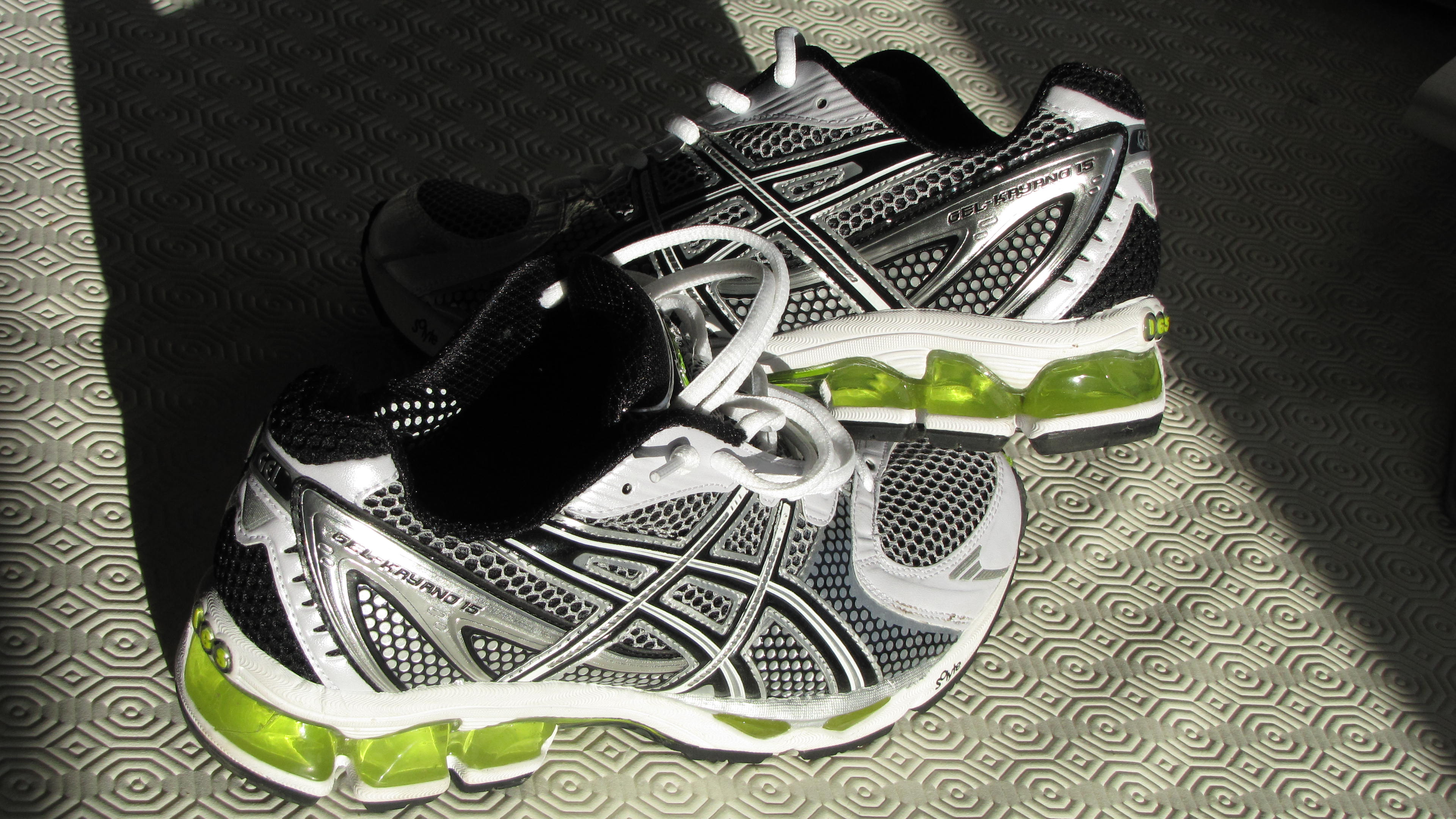
Một đôi giày ASICS Gel Kayano 15 với một vài phần Betagel màu vàng ở dưới gót